# Buslijn 63 (Amsterdam)
Buslijn 63 is een stadsbuslijn in Amsterdam Nieuw-West die Station Lelylaan verbindt met de wijk De Aker. De lijn werd ingesteld op 28 mei 2006 en wordt geëxploiteerd door het GVB. Er hebben sinds 1985 vier buslijnen met het lijnnummer 63 gereden in Amsterdam. De huidige lijn 63 wordt gereden vanuit de hoofdgarage West.

## Geschiedenis

### Lijn 63 I
De eerste lijn 63 reed van 4 maart tot 5 augustus 1985 tussen de Zoutkeetsgracht en het Frederik Hendrikplantsoen ter vervanging van de ingekorte tramlijn 3 in verband met werkzaamheden aan de Bullebak. De lijn werd aangegeven als lijn 3P maar in de officiële dienstregeling stond de lijn te boek als lijn 63. Dit werd ook gefilmd op de midibussen die werden ingezet, die wel 63 maar geen 3 in de film hadden.

### Lijn 63 II
Na de opening van het winkelcentrum de Amsterdamse Poort werd er op 24 september 1986 een speciale Winkelbus ingesteld die het winkelcentrum verbond met wijken in de omgeving. Deze lijn 63 reed van Kraaiennest via de 's-Gravendijkdreef, Elsrijkdreef, Daalwijkdreef, Gooiseweg en Bijlmerdreef naar Station Bijlmer en vandaar via de kortste route naar Holendrecht. De lijn reed alleen op werkdagen overdag en dus niet op koopavond. Lijn 63 werd echter geen succes en verdween weer op 2 maart 1987.

### Lijn 63 III
Op 2 december 1990 werd de derde lijn 63 ingesteld als vervanger van de per dezelfde datum opgeheven lijnen 26, 65 en 66. De lijn reed van Waardhuizen in Amstelveen-Zuid naar het busstation in de Marnixstraat via het oude dorp, spits- en zondagseindpunt Buitenveldert en Amsterdam-Zuid. Lijn 63 was net als de thuisgarage Zuid een samenwerking tussen GVB en de toenmalige streekvervoerder Centraal Nederland. In 1994 werd CN opgedeeld in NZH en Midnet; lijn 63 werd voortaan deels door de NZH geëxploiteerd maar bleef verder een GVB-lijn, zij het met inzet van bussen uit garage West. In 1997 verviel het traject naar de Marnixstraat en werd de lijn verlegd naar het Haarlemmermeerstation.
In 1999 fuseerden NZH en Midnet met de omringende streekvervoerders tot Connexxion; lijn 63 werd in mei 2000 opgeheven en vervangen door buslijn 66 (ex-69, ex-8).

### Lijn 63 IV
De huidige lijn 63 werd ingesteld op 28 mei 2006 en is de westelijke tak van de per dezelfde datum opgeheven buslijn 23. De lijn verbindt het Station Lelylaan met het Osdorpplein en rijdt via de Osdorper Ban naar De Aker, bij het eindpunt Hekla van tramlijn 1. Van 2008 tot 2011 reed deze lijn via Nieuw Sloten.
Huidig: 15 · 18 · 21 · 22 · 34 · 35 · 36 · 37 · 38 · 40 · 41 · 43 · 44 · 47 · 48 · 49 · 61 · 62 · 63 · 65 · 66 · 68 · 231 · 233 · 245 · 246 · 247 · 267 · 360 · 369 · 461 · 463 · 464
Voormalig: A · B · C · D · E · F · G · H · K · L · M · P · R · S · 5 · 6 · 8 · 11 · 12 · 13S · 14 · 17 · 19 · 20 · 23 · 26 · 28 · 29 · 30 · 31 · 32 · 33 · 39 · 42 · 44P · 45 · 46 · 50/51 · 53 · 54 · 55 · 56 · 57 · 58 · 59 · 60 · 60S · 64 · 67 · 69 · 70 · 95/195 · 148 · 149 · 165/166 · 192 · 199 · 222 · 230 · 232 ·  240 · 248 · 249 · 265 · 269 · 315 · 326 · 465 · 580 · 581 · 582 · 583

Zie ook: Amsterdams busnet · Geschiedenis busnet · Amsterdams nachtbusnet · Portaal openbaar vervoer